# Aliou Badji
Aliou Badji (* 10. Oktober 1997) ist ein senegalesischer Fußballspieler, der aktuell als Leihspieler von Girondins Bordeaux bei Gaziantep FK unter Vertrag steht.

## Karriere

### Verein
Badji begann seine Karriere bei Casa Sports. Im Januar 2017 wechselte er nach Schweden zu Djurgårdens IF, wo er einen Vierjahresvertrag erhielt.
Sein Debüt in der Allsvenskan gab er im April 2017, als er am ersten Spieltag der Saison 2017 gegen den IK Sirius in der 79. Minute für Kerim Mrabti eingewechselt wurde. Sein erstes Tor in der höchsten schwedischen Spielklasse erzielte er im Juli 2017 bei einem 3:0-Sieg gegen den Östersunds FK. Zu Saisonende hatte Badji 20 Einsätze in der Liga zu Buche stehen, in denen er drei Tore erzielte. Im Juli 2018 gab er im Zweitrundenhinspiel der Qualifikation zur UEFA Europa League gegen den FK Mariupol sein internationales Debüt auf Vereinsebene. In jenem Spiel, das 1:1 endete, erzielte er zudem den einzigen Treffer der Schweden. Im Rückspiel traf Badji zwar erneut für Djurgårdens, allerdings musste sich der Verein den Ukrainern in der Verlängerung mit 2:1 geschlagen geben.
In der Saison 2018 kam er zu 28 Einsätzen in der Allsvenskan und erzielte dabei acht Tore. Im Februar 2019 wechselte er zum österreichischen Bundesligisten SK Rapid Wien, bei dem er einen bis Juni 2022 laufenden Vertrag erhielt. Bis zum Ende der Saison 2018/19 kam er zu 13 Einsätzen in der Bundesliga, in denen er fünf Tore erzielte. Nach weiteren 16 Einsätzen und drei Toren in der Saison 2019/20 wechselte er im Januar 2020 nach Ägypten zum al Ahly SC, bei dem er einen bis Juni 2024 laufenden Vertrag erhielt. 2021 wurde er an MKE Ankaragücü in die Türkei verliehen. Im Anschluss an die Leihe kehrte er nicht nach Afrika zurück, sondern schloss sich auf Leihbasis für eine Saison dem SC Amiens an. Die Franzosen verpflichteten ihn nach Ablauf der Spielzeit fest. Im September 2022 wurde der Spieler für eine Saison an Girondins Bordeaux in die Ligue 2 ausgeliehen und auch Bordeaux verpflichtete ihn nach der Leihe fest. Im Januar 2024 wechselte er leihweise in die Türkei zu Gaziantep FK.

### Nationalmannschaft
Mit der senegalesischen U-20-Auswahl wurde Badji 2017 Zweiter bei der Afrikameisterschaft. Im selben Jahr nahm er mit Senegal auch an der WM teil, bei der man im Achtelfinale an Mexiko scheiterte. Badji stand in drei von vier Spielen Senegals über die volle Distanz am Platz.

## Erfolge
Djurgårdens IF
- Schwedischer Pokalsieger: 2018

al Ahly SC
- Ägyptischer Meister: 2020

- Ägyptischer Pokalsieger: 2020

- CAF-Champions-League-Sieger: 2020

## Persönliches
Sein Bruder Mamina (* 2002) ist ebenfalls Fußballspieler.